# Tricyphona (Tricyphona) unicolor
Tricyphona (Tricyphona) unicolor is een tweevleugelige uit de familie Pediciidae. De soort komt voor in het Palearctisch gebied.